# Andreea Bălan

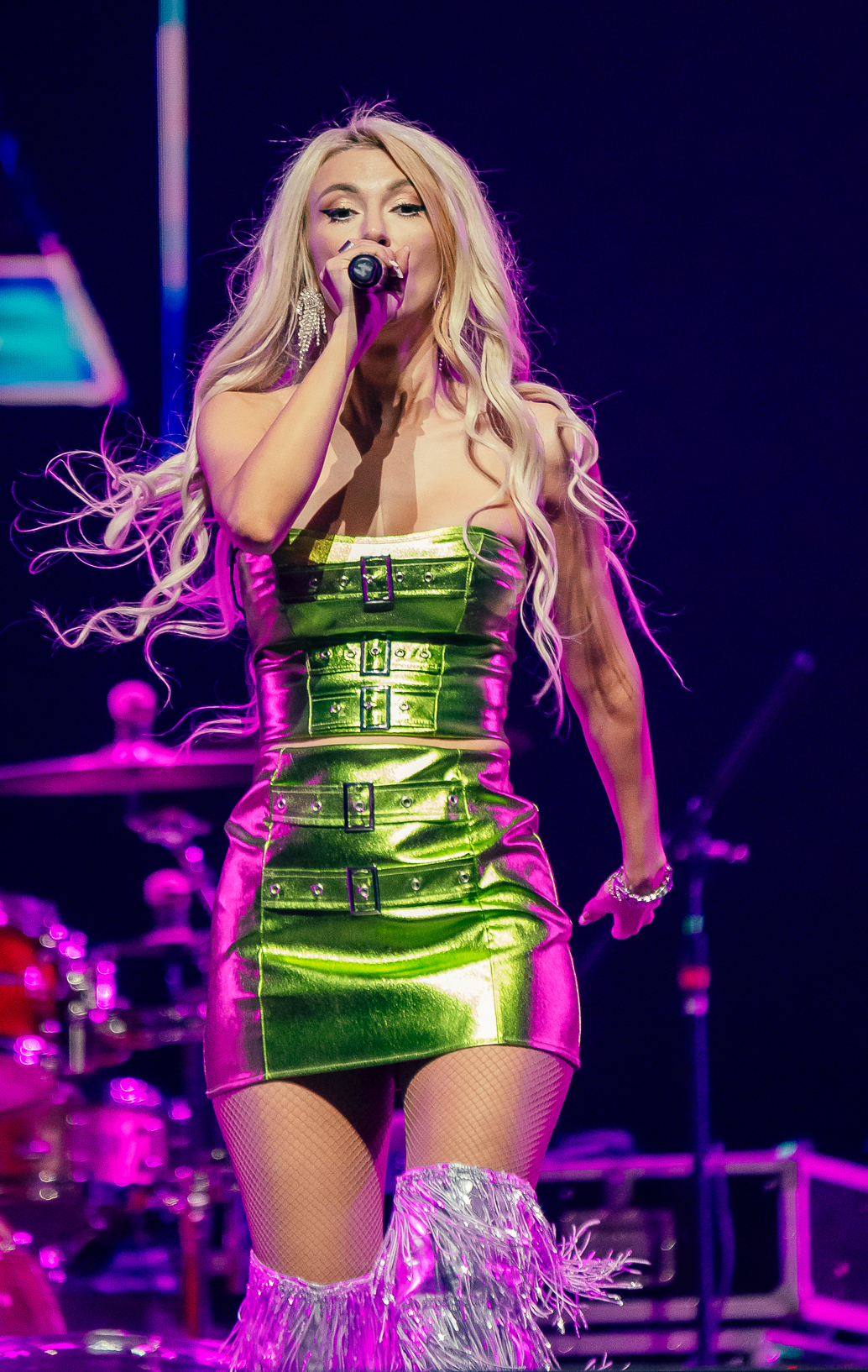
Andreea Bălan, 2023

Andreea Georgiana Bălan (* 23. Juni 1984 in Ploiești) ist eine rumänische Pop- und Dance-Sängerin, Songwriterin, Tänzerin sowie ein Model. In Rumänien wurde sie vor allem durch das Duo Andrè bekannt.
Bălan ist bis heute die einzige Interpretin, die als Kind in ihrem Heimatland ein Musikalbum veröffentlichte. Andreea Bălan war von 1998 bis 2001 Mitglied des Teeniegirl-Duos Andrè und publizierte in dieser Zeit zusammen mit ihrer Bandkollegin Andreea Antonescu sechs Studioalben. Bălan wurde als einzige mit dem „FHM Special Award for Most Sexy Music Video“ ausgezeichnet.

## Kindheit und erste musikalische Erfahrungen
Bălan wurde 1984 als einziges Kind von Valeria und Săndel Bălan in Ploiești geboren. Dort besuchte sie von 1991 bis 1995 die Grundschule und zwischen 1995 und 2001 die Ion-Luca-Caragiale-Mittelschule. 

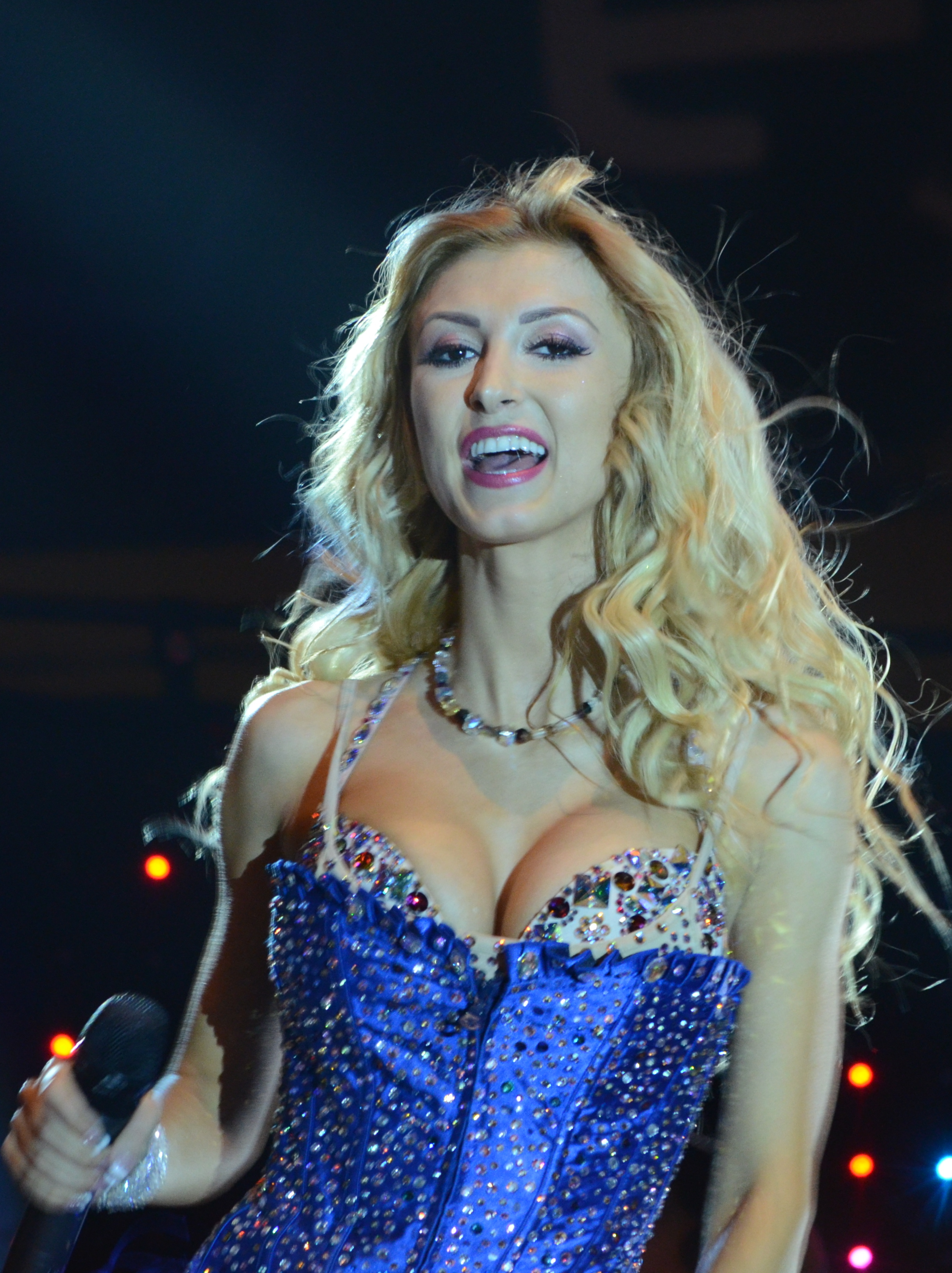
Andreea Bălan, 2012

Ihre ersten musikalischen Erfahrungen machte sie im Alter von zehn Jahren, als ihr Talent zum Singen entdeckt wurde. Bălan trat daraufhin auf verschiedenen lokalen Veranstaltungen auf, wobei sie von ihrem Vater unterstützt wurde und die Aufmerksamkeit von Mihai Constantinescu erlangte. Dieser lud Bălan in seine Talkshows ein und machte Andreea Bălan den Vorschlag, eine Band zu gründen. Dies wurde aber aufgrund von zu großen Meinungsverschiedenheiten nicht verwirklicht.
1997 qualifizierte sie sich im Alter von 13 Jahren für den rumänischen Vorentscheid des Eurovision Song Contest 1997, wurde aber wegen Altersbeschränkung disqualifiziert. Im darauf folgenden Jahr nahm sie mithilfe ihres Vaters mehrere Songs auf und veröffentlichte diese auf ihrem ersten Album Amețiți de fum („Schläfrig vom Rauch“). Bălan ist seitdem die jüngste Person, die in Rumänien ein Songalbum herausbrachte.

## MusikduoAndrè
Ende 1998 gründete sie mit Andreea Antonescu ein Musikduo unter dem Namen Andrè. Bereits nach der Gründung wurde das erste Lied Un univers mai liniștit („Eine bessere Welt“), eine Debütsingle, welche auf dem ersten Album enthalten ist, veröffentlicht. Auch das erste Album La întâlnire („Das Treffen“) wurde ein großer Publikumserfolg. 1999 erschien der Song Liberă la mare („Freiheit des Meeres“). Dieser wurde ebenfalls auf dem Mamaia Festival von Andrè vorgetragen. Der nachfolgende Song Șlagăre („Schlager“) landete auf Platz eins.
2001 wurde Andrè von der rumänischen Ausgabe der Zeitschrift Bravo mit dem Bravo Otto ausgezeichnet. Nebenbei veranlasste Bălan, dass Alina Sorescu, ebenfalls eine Freundin Bălans, Andrè beitreten sollte. Damit war Antonescu nicht einverstanden, und so gründete Bălan mit Sorescu kurzzeitig ein selbstständiges Duo, das aber nach sechs Monaten wieder aufgelöst wurde. Grund hierfür war die zu große Meinungsverschiedenheit der beiden Sängerinnen.
Nach dem Tod von Andreea Antonescus Vater trat das Duo ein letztes Mal öffentlich auf. Danach wurde das sechste und letzte Studioalbum O noapte și-o zi („Eine Nacht und ein Tag“) veröffentlicht.
Nach drei Jahren Zusammenarbeit lösten Andreea Bălan und Andreea Antonescu Andrè auf.

## Solokarriere
Andreea Bălan startete nach Auflösung von Andrè 2001 eine Karriere als Solokünstlerin. Andrea Antonescu tat es ihr gleich. Am 23. Juni 2001, erschien ihr erstes Solo-Studioalbum Te joci cu mine („Du spielst mit mir“), das unter dem Musiklabel Cat Music produziert und vertrieben wurde. Dieses enthält Songs und Kompositionen, die ursprünglich für das Album O noapte și-o zi vom selben Jahr bestimmt waren. Nach dem Erfolg des ersten Albums startete Bălan Mitte Dezember 2002 bis Januar 2003 ihre erste internationale Tournee durch die Vereinigten Staaten.
Im Alter von 19 Jahren zog sie nach ihrem Schulabschluss von Ploiești nach Bukarest, um an der Universität Spiru Haret zu studieren. Nach ihrem Studium an der Universität nahm sie Songs für ihr drittes Studioalbum Așa sunt eu („So bin ich“) auf, welches 2004 veröffentlicht wurde. Das Album weist musikalische Einflüsse von Pop-, Pop-Rock und Dance-Musik auf.
Im Frühjahr 2007 nahm Bălan an der rumänischen Tanzshow Dansez pentru tine teil, wo sie gemeinsam mit Dumitru Botiș in der dritten Staffel den 3. Platz belegte. 2010 brachte sie die Single Trippin’ heraus. Bălan sang das Lied auf mehreren Veranstaltungen und Konzerten, so auch bei der Miss-Romania-Wahl und anlässlich der neunten Verleihung der Romanian Music Awards.
Am 13. Mai 2011 veröffentlichte sie Like a bunny, vorerst auf ihrem YouTube-Account. Nach der Veröffentlichung gab es Probleme mit der Jugendschutzbehörde, da Bălan und ihre Tänzerinnen im Musikvideo sehr spärlich bekleidet auftreten. Die Behörde erklärte zudem, dass das Video zu sehr an Playmates als an ein normales Musikvideo erinnern würde.
Bălan entschuldigte sich daraufhin für dieses Vergehen.
2012 erschien der Song Money love. 2013 startete Bălan ihre erste nationale Tournee.

## Musikstil und Erscheinungsbild
Im Laufe ihrer musikalischen Karriere hat sich Bălan mehreren verschiedenen Musikstilen angenommen und einige Versuche unternommen, neue Trends mit älteren Musikelementen zu verbinden. So enthält z. B. ihr fünftes Studioalbum SuperWoman musikalische Einflüsse von Samba, Rock ’n’ Roll und Pop.
Obwohl ihre Outfits und Auftritte von Kritikern oft als zu „freizügig“ und „obszön“ bewertet werden, so erhält sie jedoch gerade von jüngeren Fans positive Kritiken, sowohl öffentlich, nach Konzerten oder Veranstaltungen und auch von Journalisten.

## Persönliches
Bălan war von 2004 bis 2006 mit Teo Pacurar liiert. 2005 gab das Paar die Verlobung öffentlich bekannt, Bălan reichte jedoch 2006 die Scheidung aufgrund privater Schwierigkeiten ein.
Seit 2014 ist sie mit dem rumänischen Schauspieler George Burcea in einer Beziehung. Beide verlobten sich 2016, danach brachte Bălan zwei Töchter zur Welt. 2019 heirateten Bălan und Burcea und bekamen eine weitere Tochter. Im Jahr 2020 reichte Bălan die Scheidung ein.

## Diskografie
Alben
- 2002: Te joci cu mine
- 2002: Liberă din nou
- 2004: Așa sunt eu
- 2006: Andreea B
- 2009: SuperWoman
- 2021: Soare după nori
- 2024: O lume minunată

Mit Andrè
- 1999: La întâlnire
- 1999: Noapte de vis
- 2000: Prima iubire
- 2000: Am să-mi fac de cap
- 2001: Andrè – Best Of
- 2001: O noapte și-o zi

Singles
- 2002: Te joci cu mine
- 2002: Liberă din nou
- 2003: Plâng de dor
- 2003: Nopți de vară
- 2004: Aparențe (feat. Adrian)
- 2004: Oops, eroare!
- 2005: Evadez
- 2005: Invidia
- 2005: O străina
- 2006: Nu știu să fiu numai pentru tine (feat. Keo)
- 2007: Prinde-mă, aprinde-mă!
- 2008: Baby Get Up and Dance
- 2009: SuperWoman
- 2009: God
- 2009: Snow (feat. Petrișor Rudge)
- 2010: Trippin’
- 2010: Crazy About You
- 2011: Like a Bunny
- 2011: Rollin’ (feat. Andra, Connect-R & Puya)
- 2012: Money Love
- 2012: Mă doare fără tine
- 2013: Things u Do 2 Me (feat. Mike Diamondz)
- 2013: Iubi (feat. Sonny Flame)
- 2014: Decor (feat. Criss Blaziny)
- 2014: Super Soaker (feat. Monsta Riot & Skinny Fabulous)
- 2014: Rece
- 2015: Baila
- 2015: Throw You Money (feat. Drei Ross)
- 2015: Uită-mă (feat. Cortes)
- 2016: Baby be Mine
- 2016: Zizi
- 2016: Carusel
- 2017: Sens unic
- 2017: Îți mai aduci aminte
- 2018: Așa de frumos (feat. Silviu)
- 2018: Pe drum (feat. Edward Sanda)
- 2019: Înger păzitor
- 2019: Suflete pereche (feat. Cortes)
- 2019: Suflete pereche (feat. Cortes)
- 2020: Inima de fier
- 2020: Am crezut în basme
- 2020: Nu mai doare
- 2020: Poveste de toamnă
- 2021: Amintiri
- 2021: Iubește-mă, nu
- 2021: Love Me Not
- 2021: Ne îndrăgostim
- 2021: Stele căzătoare
- 2023: Cu inima ta
- 2023: Dor de casă
- 2023: Acum
- 2023: Băieți cu inima-n blugi
- 2024: Superîndrăgostiți
- 2024: Superîndrăgostiți (Remix)
- 2024: Povestea sufletului meu
- 2024: Ploaie de vară
- 2024: O lume minunată
- 2025: O viață și un minut
- 2025: Azi sunt bine
- 2025: Copil încă o dată

## Auszeichnungen
Gewonnen
- 2011: FHM Special Award in der Kategorie „Most Sexy Music Video“